# Machuca
Machuca är en chilensk film från 2004, skriven och regisserad av Andrés Wood. I rollerna Matias Quer (Gonzalo Infante), Manuela Martelli (Silvana), Ariel Mateluna (Pedro Machuca) och Ernesto Malbrán (Fader McEnroe).

## Handling
Filmen handlar om två elvaåriga pojkar, Gonzálo Infante (Matias Quer) y Pedro Machuca (Ariel Mateluna) från olika samhällsklasser som möts när Fader McEnroe, rektor på en engelsk- katolskprivatskola låter pojkar från slummen börja i hans skola som ett sätt att bygga broar mellan fattiga och rika. Två världar möts och en vänskap uppstår men som sätts på prov under de svåra politiska och sociala oanständigheter i Chile som leder till militärkuppen, 11 september 1973. 

## Rollista
- Matías Quer - Gonzalo Infante
- Ariel Mateluna - Pedro Machuca
- Manuela Martelli - Silvana
- Ernesto Malbran - Fader McEnroe